# Két duci hölgy
A Két duci hölgy egy brit főzőműsor volt Jennifer Paterson és Clarissa Dickson Wright főszereplésével. Eredetileg négy szérián - huszonnégy epizódon - keresztül futott 1996. október 9-től 1999. szeptember 28-ig, az Optomen Television gyártotta a BBC számára. Azóta a műsort gyakran ismételték az amerikai Food Network és Cooking Channel csatornákon, valamint az Australian Broadcasting Corporation műsorán. Az Egyesült Királyságban a műsort többször sugározta a Good Food műholdas csatornán.

## Áttekintés

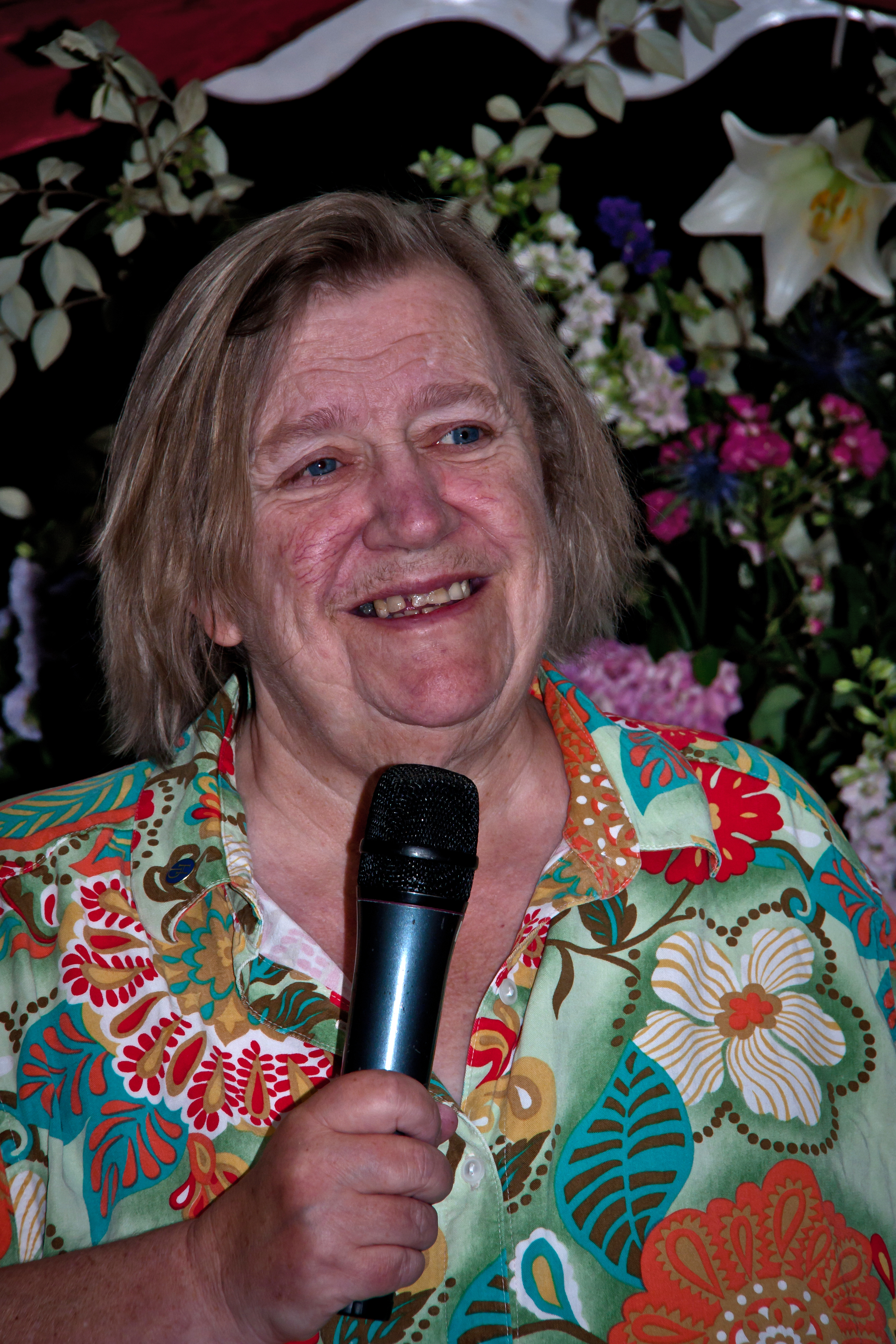
Clarissa Dickson Wright 2011-ben

A sorozat középpontjában Jennifer Paterson és Clarissa Dickson Wright állt, akik az epizódok többségében - egy írországi epizód és egy jamaicai karácsonyi különkiadás kivételével - egy Triumph Thunderbird motorkerékpárral beutazták az Egyesült Királyságot. A jármű az N88 TFL rendszámot viselte (a brit bingóban a 88-as számot a „Két duci hölgy” kifejezéssel jelölik, ennek angol kezdőbetűiből – Two Fat Ladies – származik a rendszámban szereplő TFL rövidítés), és egy Watsonian Jubilee GP-700 "doublewide" oldalkocsival rendelkezett. A motort Paterson vezette, míg Dickson Wright az oldalkocsiban utazott. Különböző célállomásokra utaztak, például egy katonai helyőrségbe és egy leányiskolába, ahol nagy adag ételeket készítettek, gyakran szokatlan alapanyagokból.
Paterson nagybátyja, Anthony Bartlett a westminsteri bíboros érsek testőre és személyes kísérője volt, ezért az egyik epizódot a Westminsteri katedrálisban, egy másikat pedig egy ír kolostorban vettek videóra. Paterson a Westminsteri apátságban főzve készítette el egyik különleges fogását, Hume bíboros barackdesszertjét.
Az Optomen Televízió összefoglalója a műsorról így szólt: "A hölgyek szakácsok, nem séfek - elutasítják az haute cuisine olykor túlzó igényességét és kifinomultságát, határozottan nem követik a divatos éttermi fogásokat és olyan alapanyagokban gyönyörködnek, mint a tejszínkrém, a disznóháj és a zsíros húsok."
A sorozatban Clarissa magyarhangja Molnár Piroska, Jennifer magyarhangja Pásztor Erzsi.

### Főcímdal
Paterson és Dickson Wright maguk énekelték főcímdalukat, amelyet Peter Baikie zeneszerző írt. Paterson gyakran fakadt dalra a műsor alatt is, egyszer a Shoo-Fly Pie and Apple Pan Dowdy című dalt is dúdolta (tévesen az Andrews Sistersnek tulajdonítva a dalt). Nagyszerű helyeken, például az Edinburgh melletti Lennoxlove kastélyban is főztek élvezettel.

## Szakácskönyvek
A "Két duci hölgy" négy szakácskönyvet készített, amelyek mind a négy tévésorozatot kísérik. Sorrendben: Two Fat Ladies: Gastronomic Adventures (with Motorbike and Sidecar), The Two Fat Ladies Ride Again, The Two Fat Ladies: Full Throttle és Two Fat Ladies Obsessions.

## Megjelenés
Az Egyesült Államokban 1997-ben a New River Media 5 VHS-dobozos sorozatot adott ki. Mindegyik három epizódot tartalmaz az első két évadból, kivéve az ötödik kötetet, amely a Wolvesey Boys Choir "A Christmas Feast" című epizódot tartalmazza. A Két duci hölgy DVD-készlet 2008 júliusában jelent meg az Egyesült Államokban. Az Acorn Media UK szettje tartalmaz egy 40 perces BBC tiszteletadást Patersonról, a sztárok életrajzát és "hat fincsi recept" egy füzetben. Mind a 24 epizódot tartalmazza négy lemezen. A sorozat korábban már megjelent Nagy-Britanniában Region 2 DVD készletként.

## Epizódlista

### Évadok áttekintése
| Évad | Kezdeti dátum        | Befejezés dátuma     | Epizódok száma |
| ---- | -------------------- | -------------------- | -------------- |
| 1    | 1996. október 9.     | 1996. november 13.   | 6              |
| 2    | 1997. szeptember 29. | 1997. december 24.   | 7              |
| 3    | 1998. szeptember 2.  | 1998. december 22.   | 7              |
| 4    | 1999. szeptember 7.  | 1999. szeptember 28. | 4              |

### 1. évad (1996)
| Epizód száma | Epizód száma (adott évadban) | Cím                        | Helyszín                                          | Clarissa fogásai                                                                                 | Jennifer fogásai                                                                                   | Dátum              |
| 1            | 1                            | A tenger gyümölcsei        | The Shark's Fin Hotel Mevagissey, Cornwall        | - Rákos kukoricafánk korianderrel - Rozmaringos ördöghalfilé szardellával                        | - Halpite - Fésűkagyló póréhagymával                                                               | 1996. október 9.   |
| 2            | 2                            | Húst hússal                | Westonbirt Iskola Gloucestershire                 | - Marhahús Will Moreland módra - Csirkemell diós aïoli szósszal                                  | - „Süniformájú” sült fasírt - A.N. lassan sült báránylapockája                                     | 1996. október 16.  |
| 3            | 3                            | Gyümölcs- és zöldségdiétán | Westminsteri katedrális London                    | - Zöldséges krumplifasírt - Töltött articsóka                                                    | - Nyári paradicsomos zöldséglepény - Fitz stílusú házi babétel - Barackdesszert Hume bíboros módra | 1996. október 23.  |
| 4            | 4                            | A jótékony sütemény        | Hallaton, Leicestershire                          | - Yorkshire-i gyömbéres kenyér - Dán almás–aszalt szilvás piskóta                                | - Mandulás galette - Kávés-diós piskóta                                                            | 1996. október 30.  |
| 5            | 5                            | Vadételek                  | Lennoxlove kastély Kelet-Lothian, Skócia          | - Sült fogoly káposztakörettel - Fácánpástétom savanyított dióval - Sült vadfajd Duntreath módra | - Szardellával és kapribogyóval készült nyúlhús - Szarvasérmék szederrel                           | 1996. november 6.  |
| 6            | 6                            | Főzzünk a szabadban!       | Hawkhirst Scout Camp Kielder erdő, Northumberland | - Fűszeres tojás (Muttachar) - Stilton sajttal gazdagított hagymaleves - Pisztráng luau módra    | - Töltött cipó steakkel és gombával - Paradicsomos-hagymás frittata bazsalikommal                  | 1996. november 13. |

### 2. évad (1997)
| Epizód száma | Epizód száma (adott évadban) | Cím           | Helyszín                                                                                     | Clarissa fogásai                                                                                 | Jennifer fogásai                                                                     | Dátum                |
| 7            | 1                            | Koktélparti   | Brazil nagykövetség Mayfair, London                                                          | - Blini tejföllel és kaviárral - Bundás garnéla spanyol módra - Brazil babfánk (Acarajé)         | - Portugál tőkehalpogácsa (Bolinhos de bacalhau) - Szalonnába tekert aszalt szilva   | 1997. szeptember 29. |
| 8            | 2                            | Ebéd          | Egy motorkerékpár rally Hesket Newmarket, Cumbria                                            | - Tejszínes kagylóleves - Lazac Robert May receptje szerint                                      | - Sertésszűz vargányás vagy szarvasgombás töltelékkel - Chantal töltött paradicsomai | 1997. október 6.     |
| 9            | 3                            | A piknik      | Férfikórus Llandudnoban                                                                      | - Walesi bárányhúsos pite - „Mitton of Pork” – hagyományos brit sertéspástétom                   | - Provence-i tartine - Hideg póréhagymakrémleves                                     | 1997. október 13.    |
| 10           | 4                            | Uzsonnaidőben | Egy krikett meccs Warborough, Oxfordshire                                                    | - Alexandra királyné kedvenc szendvicsei - Rigójancsi tortaszeletek                              | - Úriemberek sós falatkái omlós tésztában - Friss gyümölcstortácskák                 | 1997. október 20.    |
| 11           | 5                            | A reggeli     | Black Sheep Brewery Masham, North Yorkshire                                                  | - Kukoricalepények - Huevos rancheros                                                            | - Csípős fűszeres vese - Kedgeree - Párolt füstölt hering                            | 1997. október 27.    |
| 12           | 6                            | Az estebéd    | Királyi Gurkha Lövészek, 1. zászlóalj Aldershot, Erzsébet királyné laktanya, Church Crookham | - Rombuszhal vízitormával és savanyított dióval - Marharagu gesztenyével, körtével és mandulával | - Coq au vin - Fehérboros töltött fürj                                               | 1997. november 3.    |
| 13           | 7 (karácsonyi különkiadás)   | Karácsonyra   | Winchesteri katedrális kórusa The Pilgrims' School, Winchester, Hampshire                    | - Svéd párolt vöröskáposzta - Karácsonyi pudingos fagylaltbomba                                  | - Tojásmousse - Sült liba pástétomos-aszalt szilvás töltelékkel                      | 1997. december 24.   |

### 3. évad (1998)
| Epizód száma | Epizód száma (adott évadban) | Cím                                                     | Helyszín                                               | Clarissa fogásai                                                                       | Jennifer fogásai                                                                                 | Dátum                | Nézettség (millió) |
| 14           | 1                            | Clarissa és Jennifer bencés apácáknak főz               | Kylemore apátság Connemara, Galway megye               | - Kapros lóbab - Paradicsomos tartlettek                                               | - Majonézes homár - Epres-málnás shortcake                                                       | 1998. szeptember 2.  | 3,85               |
| 15           | 2                            | Clarissa és Jennifer a Póni-klubnak főz                 | The Cotswolds, Gloucestershire                         | - Kagylós sertésragu - Csokoládés crème brûlée                                         | - Walesi sajtfelfújt (Welsh rarebit szuflé) - Pete brit burgonyája                               | 1998. szeptember 9.  | 4,31               |
| 16           | 3                            | Clarissa és Jennifer a cambridge-i evezősöknek főz      | Cambridge-i Egyetemi Hajós Klub Cambridge-i Egyetem    | - Isabel nyúlpörköltje - Asztúriai babos kolbászleves                                  | - Zöldborsó párolt salátával - Sajtos-mézes pite                                                 | 1998. szeptember 16. | 4,63               |
| 17           | 4                            | Clarissa és Jennifer ügyvédeknek főz                    | Lincoln's Inn, London                                  | - Fokhagymás-szardellás mángold - Lazacmousse uborkaszósszal                           | - Wellington bélszín - Epres habcsókcsókok                                                       | 1998. szeptember 23. | 3,36               |
| 18           | 5                            | Clarissa és Jennifer pilótáknak főz                     | East Fortune Airfield, Skócia                          | - Szarvashúsos tésztabatyu - Csokoládés madártej                                       | - Sült lazac fésűkagylóval, mustáros vajmártásban - Padlizsánkrémmel töltött kaliforniai paprika | 1998. szeptember 30. | 4,21               |
| 19           | 6                            | Clarissa és Jennifer zsilipőröknek főz                  | Grindley Brook, Shropshire                             | - Burnett-féle sült szalonka burgonyapogácsával és májmártással - Quercy-i almás torta | - Pácolt hering - Hoppin' John                                                                   | 1998. október 7.     | 4,35               |
| 20           | 7 (karácsonyi különkiadás)   | Clarissa és Jennifer egy karibi lovaspóló-csapatnak főz | Chukka Cove Polo Club Good Hope Country House, Jamaica | - Jamaicai kókusztejes rizses bab - Jamaicai fűszeres malacsült                        | - Sütőtök leves - Jamaicai fűszeres cipó - Karibi rumos puncs                                    | 1998. december 22.   | 3,34               |

### 4. évad (1999)
| Epizód száma | Epizód száma (adott évadban) | Cím                                                       | Helyszín                                       | Clarissa fogásai                                                              | Jennifer fogásai                                                  | Dátum                | Nézettség (millió) |
| 21           | 1                            | Clarissa és Jennifer portugál burgonyatermesztőknek főz   | Jersey                                         | - Portugál halragu - Csokoládépite                                            | - Sztroganov bélszín - Nagy Péter császár csirkevelő krémlevese   | 1999. szeptember 7.  | 2,27               |
| 22           | 2                            | Clarissa és Jennifer egy szafaripark állatgondozóinak főz | Knowsley Safari Park Lancashire                | - Fűszeres sült csibe - Kecskesajttal töltött csilipaprika paradicsomsalsával | - Levelestésztában sült bárányhús - Almafelfújt (pandowdy)        | 1999. szeptember 14. | 2,87               |
| 23           | 3                            | Clarissa és Jennifer favágóknak főz                       | Ardnamurchan-félsziget                         | - Vízitorma mousse - Tengeri sóban sült pisztráng vajmártással                | - Főtt tyúk zöldségekkel - Grillezett őszibarack friss tejszínnel | 1999. szeptember 21. | 3,05               |
| 24           | 4 (Sorozatzáró rész)         | Clarissa és Jennifer zsokéknak főz                        | Floors kastély, Kelso St. Abbs, Northumberland | - Zöldbab római mustáros öntettel - Ír gyümölcskenyér rebarbarával            | - Vajas rák - Töltött tőkehal paradicsomszószban sütve            | 1999. szeptember 28. | 3,37               |

- Megjegyzés: A 4. évadot Jennifer Paterson halála után röviddel a negyedik epizód befejezése után leállították. Ezt követően készült még egy külön epizód Jennifer Paterson emlékére címmel, amely Patersonnak állít emléket.

## Fordítás
Ez a szócikk részben vagy egészben  a   Two fat ladies című angol Wikipédia-szócikk ezen változatának fordításán alapul.  Az eredeti cikk szerkesztőit annak laptörténete sorolja fel. Ez a jelzés csupán a megfogalmazás eredetét és a szerzői jogokat jelzi, nem szolgál a cikkben szereplő információk forrásmegjelöléseként.